# Épinay-Champlâtreux
Épinay-Champlâtreux egy község Franciaországban. Lakosainak száma 58 fő (2022. január 1.).

## Földrajza
Épinay-Champlâtreux Luzarches, Belloy-en-France, Jagny-sous-Bois, Lassy, Mareil-en-France és Villiers-le-Sec községekkel határos.